# Marathon van Peking
De Marathon van Peking of ook wel Beijing International Marathon is een marathon die sinds 1981 jaarlijks wordt gehouden in Peking in de maand oktober. Naast de marathon kent dit evenement ook een wedstrijd over de 10 km, een mini-marathon en een halve marathon.

## Geschiedenis
De Beijing International Marathon wordt sinds 1981 georganiseerd door de Chinese Athletics Association. In 1986 liep Taisuke Kodana uit Japan het parcoursrecord van 2:07.35. In 1988 evenaarde Abebe Mekonnen uit Ethiopië dit record. In 2003 liep Sun Yingjie uit China het parcoursrecord bij de dames van 2:19.38.

## Parcoursrecords
- Mannen: 2:07.16 - Tadese Tola  Ethiopië (2013)
- Vrouwen: 2:19.39 - Sun Yingjie  China (2003)

## Top 10 snelste
Met een gemiddelde tijd van 2:07.41,5 behoort de marathon van Peking niet bij de snelste marathons ter wereld. Zie ook lijst van snelste marathonsteden.
| Rang | Naam             | Land | Tijd    | Jaar | Plek |
| ---- | ---------------- | ---- | ------- | ---- | ---- |
| 1    | Tadese Tola      | ETH  | 2:07.16 | 2013 | 1    |
| 2    | Bernard Kipyego  | KEN  | 2:07.19 | 2013 | 2    |
| 3    | Daniel Rono      | KEN  | 2:07.20 | 2013 | 3    |
| 4    | Taisuke Kodama   | JPN  | 2:07.35 | 1986 | 1    |
| 5    | Abebe Mekonnen   | ETH  | 2:07.35 | 1988 | 1    |
| 6    | Hiromi Taniguchi | JPN  | 2:07.40 | 1988 | 2    |
| 7    | Ian Syster       | RSA  | 2:07.49 | 2003 | 1    |
| 8    | Kunimitsu Ito    | JPN  | 2:07.57 | 1986 | 2    |
| 9    | Nephat Kinyaniui | KEN  | 2:08.09 | 2007 | 1    |
| 10   | Ren Longyun      | CHN  | 2:08.15 | 2007 | 2    |

(bijgewerkt t/m 2018)

## Uitslagen

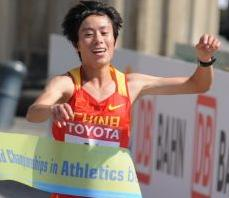
Bai Xue won de wedstrijd tweemaal op rij

| Jaar              | Snelste man               | Land             | Tijd    | Snelste vrouw         | Land                | Tijd    |
| ----------------- | ------------------------- | ---------------- | ------- | --------------------- | ------------------- | ------- |
| 17 september 2016 | Mekuanet Gebre Ayenew     | Ethiopië         | 2:11.09 | Meseret Mengistu Biru | Ethiopië            | 2:25.56 |
| 20 september 2015 | Mariko Kiplagat Kipchumba | Kenia            | 2:11.00 | Betelhem Moges        | Ethiopië            | 2:27.31 |
| 19 oktober 2014   | Birhanu Girma             | Ethiopië         | 2:10.42 | Fatuma Sado           | Ethiopië            | 2:30.03 |
| 20 oktober 2013   | Tadese Tola               | Ethiopië         | 2:07.16 | Yingyomg Sun          | China               | 2:31.19 |
| 25 november 2012  | Tariku Jufar              | Ethiopië         | 2:09.39 | Chao-feng Jia         | China               | 2:27.40 |
| 16 oktober 2011   | Francis Kiprop            | Kenia            | 2:09.00 | Wei Xiaojie           | China               | 2:28.05 |
| 10 oktober 2010   | Siraj gene                | Ethiopië         | 2:15.45 | Wang Jiali            | China               | 2:29.31 |
| 18 oktober 2009   | Mugo Samuel               | Kenia            | 2:08.20 | Bai Xue               | China               | 2:34.49 |
| 19 oktober 2008   | Benjamin Kiptoo           | Kenia            | 2:10.14 | Bai Xue               | China               | 2:26.27 |
| 21 oktober 2007   | Nephat Kinyanjui          | Kenia            | 2:08.09 | Chen Rong             | China               | 2:27.05 |
| 15 oktober 2006   | James Kwambai             | Kenia            | 2:10.36 | Sun Weiwei            | China               | 2:34.41 |
| 16 oktober 2005   | James Moiben              | Kenia            | 2:12.15 | Sun Yingjie           | China               | 2:21.01 |
| 17 oktober 2004   | James Moiben              | Kenia            | 2:10.42 | Sun Yingjie           | China               | 2:24.11 |
| 19 oktober 2003   | Ian Syster                | Zuid-Afrika      | 2:07.49 | Sun Yingjie           | China               | 2:19.39 |
| 20 oktober 2002   | Li Zhuhong                | China            | 2:13.09 | Sun Yingjie           | China               | 2:21.21 |
| 14 oktober 2001   | Gong Ke                   | China            | 2:10.11 | Liu Min               | China               | 2:23.37 |
| 15 oktober 2000   | Nelson Ndereva            | Kenia            | 2:13.52 | Wei Yanan             | China               | 2:26.34 |
| 10 oktober 1999   | Kenichi Suzuki            | Japan            | 2:11.33 | Ai Dongmei            | China               | 2:29.20 |
| 10 oktober 1998   | Kim Jung-won              | Noord-Korea      | 2:13.49 | Wang Yanrong          | China               | 2:28.50 |
| 4 oktober 1997    | Hu Gangjun                | China            | 2:09.18 | Pan Jinhong           | China               | 2:26.39 |
| 20 oktober 1996   | Nelson Ndereva            | Kenia            | 2:10.37 | Ren Xiujuan           | China               | 2:27.13 |
| 15 oktober 1995   | Meng Xianhui              | China            | 2:16.20 | Ren Xiujuan           | China               | 2:30.00 |
| 30 oktober 1994   | Hu Gangjun                | China            | 2:10.56 | Wang Junxia           | China               | 2:31.11 |
| 17 oktober 1993   | Hu Gangjun                | China            | 2:10.57 | Li Yemei              | China               | 2:30.36 |
| 11 oktober 1992   | Takahiro Izumi            | Japan            | 2:11.29 | Xie Lihua             | China               | 2:28.53 |
| 13 oktober 1991   | Negash Dube               | Ethiopië         | 2:12.55 | Deborah Noy           | Verenigd Koninkrijk | 2:35.18 |
| 21 oktober 1990   | Peter Dall                | Denemarken       | 2:14.55 | Li Yemei              | China               | 2:32.14 |
| 15 oktober 1989   | Peter Dall                | Denemarken       | 2:12.47 | Mun Gyong-ae          | Noord-Korea         | 2:27.16 |
| 16 oktober 1988   | Abebe Mekonnen            | Ethiopië         | 2:07.35 |                       |                     |         |
| 18 oktober 1987   | Juma Ikangaa              | Tanzania         | 2:12.19 |                       |                     |         |
| 19 oktober 1986   | Taisuke Kodama            | Japan            | 2:07.35 |                       |                     |         |
| 13 oktober 1985   | Shigeru So                | Japan            | 2:10.23 |                       |                     |         |
| 14 oktober 1984   | Hideki Kita               | Japan            | 2:12.16 |                       |                     |         |
| 25 september 1983 | Ron Tabb                  | Verenigde Staten | 2:18.51 |                       |                     |         |
| 26 september 1982 | Li Jong-hyung             | Noord-Korea      | 2:14.44 |                       |                     |         |
| 27 september 1981 | Kjell-Erik Ståhl          | Zweden           | 2:15.20 |                       |                     |         |